# 翠微园

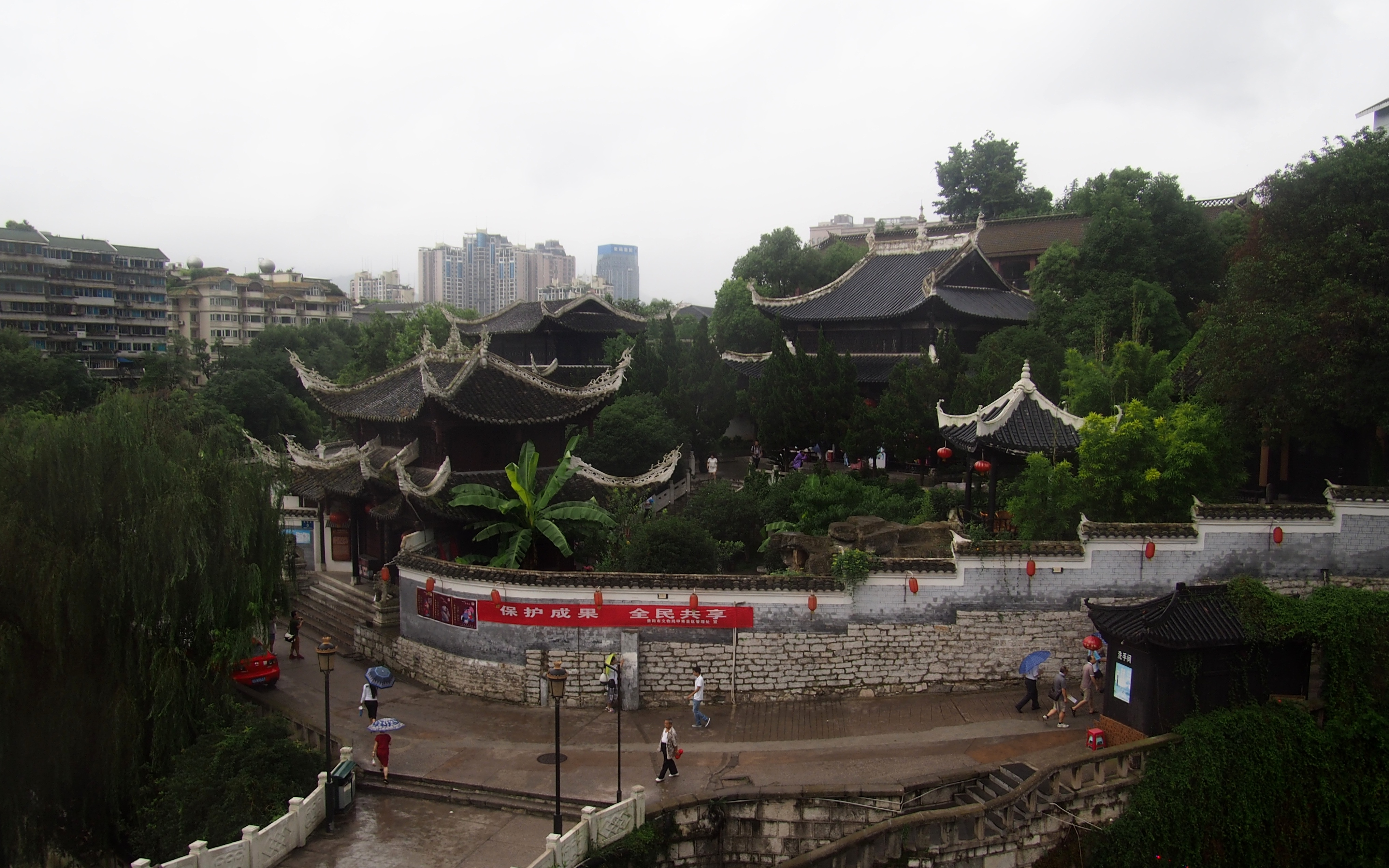
翠微园一览

翠微园位于中国贵州省贵阳市南明区的古建筑群及园林，并与甲秀楼毗邻，占地4000多平方米，始建于明弘治年间（1488-1505年）。它前身为南庵，后改名为武侯祠、观音寺，1993年经维修后改名为“翠微园”。翠微园于1999年并入“甲秀楼”，成为贵州省文物保护单位。